# Neuenkirchen (Diepholz)
Neuenkirchen è un comune di 1.155 abitanti della Bassa Sassonia, in Germania.
Appartiene al circondario (Landkreis) di Diepholz (targa DH) ed è parte della comunità amministrativa (Samtgemeinde) di Schwaförden.
Il territorio comunale comprende la frazione di Cantrup.